# パブロ・モウチェ
パブロ・ニコラス・モウチェ（Pablo Nicolás Mouche, 1987年10月11日 - ）は、アルゼンチン・ブエノスアイレス州サン・マルティン出身の元同国代表サッカー選手。CAアトランタ所属。ポジションはフォワード。

## 経歴

### クラブ

#### CAエストゥディアンテス
2003年6月13日、15歳でプリメーラB・メトロポリターナ（3部）のCAエストゥディアンテスからデビューした。同クラブでは主にエセキエル・ラベッシの控えであり、2003-04シーズンは6試合出場無得点、2004-05シーズンは17試合出場1得点に留まった。

#### ボカ・ジュニアーズ
2005年、代理人のマリアーノの尽力でボカ・ジュニアーズに移籍し、2005-06シーズンや2006-07シーズンはリザーブチームやユースチームでプレーした。

##### アルセナルFCへのレンタル移籍
2007年1月、トップリーグでの経験を得るために、プリメーラ・ディビシオン（1部）のアルセナルFCに6ヶ月の契約でレンタル移籍した。1月23日のCAヌエバ・チカゴ戦 (4-0) で、65分にクリスティアン・ジャーマとの交代で出場してデビューすると、その直後の66分にプリメーラ初得点を挙げたが、アルセナルでは負傷の影響で4試合の出場に終わった。

##### ボカ復帰後
2007年7月にボカに復帰すると、かつてギジェルモ・バロスケロットが背負っていた背番号7を譲り受けた。2008年3月9日のCAインデペンディエンテ戦 (1-1) では、88分にマウロ・ボセーリとの交代でピッチに入ってボカでのデビューを飾った。
2008-09シーズン最初の試合は、2008年9月17日のAAアルヘンティノス・ジュニアーズ戦 (0-0) であり、80分にリカルド・ノイルとの交代でピッチに立った。アルヘンティノス戦の1週間後の9月23日には、コパ・スダメリカーナのLDUキト戦ファーストレグ (4-0) に出場して南米カップ戦初出場を果たし、49分に左足でチームの3点目を決めた。10月29日のCAバンフィエルド戦 (1-0) ではボカでのリーグ戦初得点を挙げた。74分にノイルとの交代で出場すると、79分に左サイドのタッチライン際からドリブルでペナルティエリアに侵入し、左足を振り抜いてゴールを決めた。11月6日には、コパ・スダメリカーナ準々決勝のSCインテルナシオナル戦セカンドレグ (1-2) に出場したが、2試合合計1-4で敗れて大会からの敗退が決まった。アペルトゥーラ2008ではCAサン・ロレンソ・デ・アルマグロ、CAティグレ、ボカの3クラブが勝ち点で並んだが、3者間のプレーオフに勝利したボカがリーグタイトルを獲得した。2009年3月4日、コパ・リベルタドーレスのデポルティーボ・タチラFC戦の62分に、ノイールとの交代で投入されて同大会初出場を果たした。3月9日のインデペンディエンテ戦 (0-2) では、11分と24分にイエローカードを提示され、イエローカード2枚でプロ初の退場処分を受けた。
2009年8月20日、コパ・スダメリカーナのファーストステージ・CAベレス・サルスフィエルド戦ファーストレグ (1-1) で得点したが、2試合合計1-2でベレスに敗れて敗退した。2009-10シーズンのリーグ戦最初の出場機会は、8月23日のアルヘンティノス戦 (2-2) だった。12月5日のインデペンディエンテ戦 (1-2) では、46分にルーカス・ビアトリとの交代で出場すると、55分にシーズン初得点を挙げた。5月2日のインデペンディエンテ戦 (3-2) では、87分に右サイドライン際からドリブルでペナルティエリア内に侵入し、左足のシュートでシーズン2点目を決めた。この試合では71分にニコラス・ガイタンとの交代で出場していたが、ゴールパフォーマンスでユニフォームを脱いでイエローカードを提示され、さらにその1分後には、インデペンディエンテのスタンドに向かってまたもゴールパフォーマンスを行ったとして、2枚目のイエローカードを受けて退場となった。5月14日、インデペンディエンテ戦の2週間後のCAバンフィエルド戦 (0-3) でも、82分に2枚目のイエローカードを受けて退場処分となった。
2010-11シーズン最初の出場機会は8月14日のラシン・クルブ戦 (2-1) であり、65分にダミアン・エスクデロとの交代で出場したが、アペルトゥーラ2010では無得点に終わった。2011年2月19日のラシン・クルブ戦 (1-0) で47分に得点し、シーズン初得点を挙げた。5月22日のアルセナルFC戦 (2-2) では、81分に同点に追いつくシーズン2点目を挙げた。2010-11シーズンは31試合に出場したが、わずか2得点に終わった。
2011-12シーズン最初の出場機会は8月7日のクラブ・オリンポ戦 (0-0) であり、68分にダリオ・ツヴィタニッチとの交代で出場した。オリンポ戦の2週間後、8月21日のニューウェルズ・オールドボーイズ戦 (1-0) ではシーズン初得点となる決勝点を挙げた。ボカはアペルトゥーラ2011で優勝し、2012年のコパ・リベルタドーレスへの出場権を得た。2011-12シーズンには国内カップ戦のコパ・アルヘンティーナが41年ぶりに開催され、2012年2月2日のラウンド64・CSデポルティーボ・サンタマリーナ戦 (1-1) で、84分にツヴィタニッチとの交代で初出場すると、ボカはPK戦 (4-3) の末に勝ち上がりを決めた。サンタマリーナ戦の1週間後、2月10日に行われたオリンポ戦 (2-0) では、66分にチームの2点目となる自身シーズン2点目を決めた。同年のコパ・リベルタドーレスにおける初出場は、2月14日のサモラFC（ベネズエラ）戦 (0-0) であり、61分にツヴィタニッチとの交代で出場した。3月4日、サン・ロレンソ戦 (2-0) で34分にツヴィタニッチとの交代で出場すると、86分にチームの2点目となる得点を挙げた。サン・ロレンソ戦の2週間後の3月14日、アルセナルFC戦 (2-1) でも得点し、3月25日のCAラヌース戦 (2-2) でもネットを揺らしてシーズン5点目となる得点を挙げた。ラヌース戦の1週間後の4月1日には、エストゥディアンテス・デ・ラ・プラタ戦 (3-0) でチームの3点目を決めた。4月25日のコパ・アルヘンティーナ、ラウンド16のオリンポ戦 (1-1) では61分に得点し、ボカは白熱したPK戦を11-10で制して準々決勝進出を決めた。5月2日に行われたコパ・リベルタドーレスのラウンド16、ウニオン・エスパニョーラ戦ファーストレグ (2-1) では、67分にピッチに入ってサンティアゴ・シルバの決勝点をアシストした。89分にペナルティエリアの左側でフアン・ロマン・リケルメからボールを受けると、モウチェが中央に送ったクロスにシルバがヘディングで合わせて勝利を決めた。5月6日のAMSDアトレティコ・デ・ラファエラ戦 (2-2) では、30分に左足で先制点を決めた。5月9日に行われたウニオン・エスパニョーラ戦セカンドレグでは、50分にチームの2点目を決め、68分にリケルメのチーム３点目をアシストした。ボカはこの試合に3-2で勝利し、2試合合計5-3として準々決勝に駒を進めた。5月17日の準々決勝ファーストレグ (1-0) では、52分にツヴィタニッチからボールを受け、左足でゴール右隅にシュートを放って決勝点を挙げた。5月27日のCDゴドイ・クルス戦 (3-0) では、83分にチームの3点目となるシーズン7点目を決めた。コパ・リベルタドーレスの決勝は6月27日と7月4日に行われたが、ボカは2試合合計1-3でSCコリンチャンス・パウリスタに敗れて準優勝に終わった。

#### カイセリスポル
2012年7月19日、トルコ・スュペル・リグのカイセリスポルへの移籍が合意に達したと報じられた。カイセリスポルは350万ドルを支払って保有権の70%を取得すると報じられ、モウチェの代理人はモウチェにとって有益なこの条件を受け入れた。

#### SEパウメイラス
2014年6月27日、カンピオナート・ブラジレイロ・セリエAのSEパウメイラスに5年契約で移籍した。2016年1月26日、出場機会を求めて母国のCAラヌースに半年間のローンで加入した。2016-17シーズンはセルビア・スーペルリーガのレッドスター・ベオグラードにレンタルされることが発表された。
2017年1月から半年はオリンピア・アスンシオンでプレー。同年7月18日、CAバンフィエルドにシーズンローンで加入することが発表された。

### 代表

#### 世代別代表
2003年にはU-17アルゼンチン代表に招集され、2004年にはU-18アルゼンチン代表のボリビア遠征に参加した。2007年にはU-20アルゼンチン代表に招集され、パラグアイで開催された南米ユース選手権のメンバーに選出された。ベネズエラ戦 (6-0) でハットトリックを達成することで選出の期待に応え、ブラジルに次ぐ2位でFIFA U-20ワールドカップと北京オリンピックの出場権を獲得した。

#### A代表
2011年にはアルゼンチンA代表に招集され、3月16日のベネズエラとの親善試合 (4-2) でデビューすると、その試合で代表初得点を含む2得点を挙げた。

## 個人成績

### 代表での得点
| # | 日付          | 場所         | 相手       | スコア | 最終結果 | 大会     |
| - | ------------- | ------------ | ---------- | ------ | -------- | -------- |
| 1 | 2011年3月16日 | サン・フアン | ベネズエラ | 2-1    | 4-1      | 親善試合 |
| 2 | 2011年3月16日 | サン・フアン | ベネズエラ | 3-1    | 4-1      | 親善試合 |

## タイトル

### クラブ
ボカ・ジュニアーズ
- レコパ・スダメリカーナ : 2008
- プリメーラ・ディビシオン : 2008-09A, 2011-12A
- コパ・アルヘンティーナ : 2011-12

パルメイラス
- コパ・ド・ブラジル : 2015

ラヌース
- プリメーラ・ディビシオン : 2016